# Clathrozoella drygalskii
Clathrozoella drygalskii är en nässeldjursart som först beskrevs av Ernst Vanhöffen 1910.  Clathrozoella drygalskii ingår i släktet Clathrozoella och familjen Clathrozoellidae. Inga underarter finns listade i Catalogue of Life.